# Hollandia az 1988. évi nyári olimpiai játékokon
Hollandia a dél-koreai Szöulban megrendezett 1988. évi nyári olimpiai játékok egyik részt vevő nemzete volt. Az országot az olimpián 17 sportágban 147 sportoló képviselte, akik összesen 9 érmet szereztek.

## Érmesek
| Érem  | Versenyző | Sportág      | Versenyszám              |
| ----- | --- | ------------ | ------------------------ |
| Arany | Ronald Florijn Nico Rienks | Evezés       | Férfi kétpárevezős       |
| Arany | Monique Knol | Kerékpározás | Női egyéni mezőnyverseny |
| Ezüst | Leo Peelen | Kerékpározás | Férfi pontverseny        |
| Ezüst | Marianne Muis Mildred Muis Conny van Bentum Karin Brienesse Diane van der Plaats | Úszás        | Női 4 × 100 m gyorsváltó |
| Bronz | Ben Spijkers | Cselgáncs    | Férfi középsúly          |
| Bronz | Nemzeti válogatott Frank Leistra Marc Benninga Cees Jan Diepeveen Maurits Crucq René Klaassen Hendrik Jan Kooijman Marc Delissen Jacques Brinkman Gert Jan Schlatmann Tim Steens Floris Jan Bovelander Patrick Faber Ronald Jansen Hidde Kruize Erik Parlevliet Taco van den Honert                        | Gyeplabda    | Férfi                    |
| Bronz | Nemzeti válogatott Det de Beus Yvonne Buter Willemien Aardenburg Laurien Willemse Marjolein Bolhuis-Eijsvogel Lisanne Lejeune Carina Benninga Annemieke Fokke Ingrid Wolff Marieke van Doorn Sophie von Weiler Aletta van Manen Noor Holsboer Helen Lejeune-van der Ben Martine Ohr Anneloes Nieuwenhuizen | Gyeplabda    | Női                      |
| Bronz | Annemiek Derckx Anna Cox-Wood | Kajak-kenu   | Női kajak kettes 500 m   |
| Bronz | Arnold Vanderlijde | Ökölvívás    | Nehézsúly                |

## Asztalitenisz
Női
| Versenyző                                    | Versenyszám | Csoportkör | Csoportkör | Nyolcaddöntő                                        | Negyeddöntő                                                                                       | Elődöntő                                                                           | Döntő                                                                                 | Helyezés |
| Versenyző                                    | Versenyszám | Ellenfél Eredmény | Hely.      | Ellenfél Eredmény                                   | Ellenfél Eredmény                                                                                 | Ellenfél Eredmény                                                                  | Ellenfél Eredmény                                                                     | Helyezés |
| -------------------------------------------- | ----------- | --- | ---------- | --------------------------------------------------- | ------------------------------------------------------------------------------------------------- | ---------------------------------------------------------------------------------- | ------------------------------------------------------------------------------------- | -------- |
| Bettine Vriesekoop                           | Egyes       | G csoport · Nihal Meshref (EGY) · 3:0 · Daniela Gergelcseva (BUL) · 3:1 · Alena Šafářová (TCH) · 3:0 · Gordana Perkučin (YUG) · 3:0 · Hae-Ja Kim de Rimasa (ARG) · 3:0 | 1.         | Urbán Edit (HUN) · 21–7, 19–21, 21–15, 18–21, 21–18 | Marie Hrachová (TCH) · 8–21, 15–21, 19–21                                                         | Az 5–8. helyért · Flyura Bulatova (URS) · 16–21, 17–21, 17–21                      | A 7. helyért · Hong Cshaok (Hong Cha-Ok) (KOR) · 21–19, 21–16, 25–23                  | 7.       |
| Mirjam Hooman-Kloppenburg                    | Egyes       | H csoport · Bátorfi Csilla (HUN) · 3:2 · Jacqueline Díaz (CHI) · 3:0 · Hong Cshaok (Hong Cha-Ok) (KOR) · 2:3 · Olga Nemes (FRG) · 0:3 · Iyabo Akanmu (NGR) · 3:1 | 3.         | kiesett                                             | kiesett                                                                                           | kiesett                                                                            | kiesett                                                                               | 17.      |
| Bettine Vriesekoop Mirjam Hooman-Kloppenburg | Páros       | B csoport · Egyesült Államok (USA) · Diana Gee · Insook Bhushan · 2:0 · Malajzia (MAS) · Lau Wai Cheng · Leong Mee Wan · 2:0 · Kína (CHN) · Csen Csing (Chen Jing) · Csiao Cse-min (Jiao Zhimin) · 0:2 · Csehszlovákia (TCH) · Marie Hrachová · Renata Kasalová · 0:2 · Japán (JPN) · Isida Kijomi · Hosino Mika · 2:1 · NSZK (FRG) · Katja Nolten · Olga Nemes · 2:1 | 3.         |                                                     | Dél-Korea (KOR) · Hjon Dzsonghva (Hyeon Jeong-Hwa) · Jang Jongdzsa (Yang Yeong-Ja) · 21–15, 21–12 | Az 5–8. helyért · Szovjetunió (URS) · Flyura Bulatova · Olena Kovtun · 7–21, 18–21 | A 7. helyért · Magyarország (HUN) · Bátorfi Csilla · Urbán Edit · 21–18, 21–23, 21–17 | 7.       |

## Atlétika
Férfi
| Versenyző        | Versenyszám    | Előfutam | Előfutam | Előfutam | Negyeddöntő | Negyeddöntő | Negyeddöntő | Elődöntő | Elődöntő | Elődöntő | Döntő    | Döntő    |
| Versenyző        | Versenyszám    | Idő      | Hely.    | Össz.    | Idő         | Hely.       | Össz.       | Idő      | Hely.    | Össz.    | Idő      | Helyezés |
| ---------------- | -------------- | -------- | -------- | -------- | ----------- | ----------- | ----------- | -------- | -------- | -------- | -------- | -------- |
| Rob Druppers     | 800 m          | 1:47,48  | 2.       | 14.      | 1:46,91     | 5.          | 20.         | kiesett  | kiesett  | kiesett  | kiesett  | kiesett  |
| Robin van Helden | 800 m          | 1:46,99  | 2.       | 6.       | 1:46,61     | 7.          | 15.*        | kiesett  | kiesett  | kiesett  | kiesett  | kiesett  |
| Han Kulker       | 1500 m         | 3:40,90  | 2.       | 10.      |             |             |             | 3:39,06  | 4.       | 10.      | 3:37,08  | 6.       |
| Marti ten Kate   | 10 000 m       | 28:23,23 | 12.      | 16.      |             |             |             |          |          |          | 27:50,30 | 9.       |
| Marti ten Kate   | Maraton        |          |          |          |             |             |             |          |          |          | 2:14:53  | 15.      |
| Gerard Nijboer   | Maraton        |          |          |          |             |             |             |          |          |          | 2:14:40  | 13.      |
| Hans Koeleman    | 3000 m akadály | 8:35,20  | 7.       | 9.       |             |             |             | 8:21,86  | 8.       | 14.      | kiesett  | kiesett  |

| Versenyző      | Versenyszám   | Selejtező | Selejtező | Döntő    | Döntő    |
| Versenyző      | Versenyszám   | Eredmény  | Helyezés  | Eredmény | Helyezés |
| -------------- | ------------- | --------- | --------- | -------- | -------- |
| Emiel Mellaard | Távolugrás    | 802 cm    | 5.        | 771 cm   | 11.      |
| Erik de Bruin  | Diszkoszvetés | 61,66 m   | 10.       | 63,06 m  | 9.       |

| Versenyző  | Versenyszám | 100 m | 100 m | Távolugrás | Távolugrás | Súlylökés | Súlylökés | Magasugrás | Magasugrás | 400 m | 400 m | 110 m gát | 110 m gát | Diszkoszvetés | Diszkoszvetés | Rúdugrás | Rúdugrás | Gerelyhajítás | Gerelyhajítás | 1500 m  | 1500 m | Végeredmény | Végeredmény |
| Versenyző  | Versenyszám | Idő   | Pont  | Eredmény   | Pont       | Eredmény  | Pont      | Eredmény   | Pont       | Idő   | Pont  | Idő       | Pont      | Eredmény      | Pont          | Eredmény | Pont     | Eredmény      | Pont          | Idő     | Pont   | Pont        | Helyezés    |
| ---------- | ----------- | ----- | ----- | ---------- | ---------- | --------- | --------- | ---------- | ---------- | ----- | ----- | --------- | --------- | ------------- | ------------- | -------- | -------- | ------------- | ------------- | ------- | ------ | ----------- | ----------- |
| Rob de Wit | Tízpróba    | 11,05 | 850   | 695 cm     | 802        | 15,34 m   | 811       | 200 cm     | 803        | 48,21 | 899   | 14,36     | 929       | 41,32 m       | 691           | 480 cm   | 849      | 63,00 m       | 783           | 4:25,86 | 772    | 8189        | 8.          |

Női
| Versenyző                                                  | Versenyszám     | Előfutam | Előfutam | Előfutam | Negyeddöntő | Negyeddöntő | Negyeddöntő | Elődöntő | Elődöntő | Elődöntő | Döntő   | Döntő    |
| Versenyző                                                  | Versenyszám     | Idő      | Hely.    | Össz.    | Idő         | Hely.       | Össz.       | Idő      | Hely.    | Össz.    | Idő     | Helyezés |
| ---------------------------------------------------------- | --------------- | -------- | -------- | -------- | ----------- | ----------- | ----------- | -------- | -------- | -------- | ------- | -------- |
| Nelli Fiere-Cooman                                         | 100 m           | 11,22    | 2.       | 12.**    | 11,08       | 4.          | 11.         | 11,13    | 7.       | 12.*     | kiesett | kiesett  |
| Els Vader                                                  | 100 m           | 11,38    | 3.       | 18.      | 11,51       | 6.          | 26.         | kiesett  | kiesett  | kiesett  | kiesett | kiesett  |
| Yvonne van Dorp                                            | 400 m           | 52,84    | 3.       | 18.      | 53,50       | 6.          | 26.         | kiesett  | kiesett  | kiesett  | kiesett | kiesett  |
| Elly van Hulst                                             | 1500 m          | 4:07,40  | 5.       | 13.      |             |             |             | kiesett  | kiesett  | kiesett  | kiesett | kiesett  |
| Elly van Hulst                                             | 3000 m          | 8:48,54  | 2.       | 11.      |             |             |             |          |          |          | 8:43,92 | 9.       |
| Carla Beurskens                                            | Maraton         |          |          |          |             |             |             |          |          |          | 2:37:52 | 34.      |
| Marjan Olyslager                                           | 100 m gát       | 13,04    | 1.       | 8.       | 13,02       | 3.          | 10.         | 13,08    | 5.       | 10.      | kiesett | kiesett  |
| Gretha Tromp                                               | 100 m gát       | 13,48    | 6.       | 19.      | 13,42       | 5.          | 18.         | kiesett  | kiesett  | kiesett  | kiesett | kiesett  |
| Gretha Tromp                                               | 400 m gát       | 56,11    | 2.       | 17.*     |             |             |             | 57,57    | 8.       | 16.      | kiesett | kiesett  |
| Nelli Fiere-Cooman Marjan Olyslager Gretha Tromp Els Vader | 4 × 100 m váltó | 43,96    | 3.       | 10.      |             |             |             | 43,48    | 5.       | 8.       | kiesett | kiesett  |

| Versenyző      | Versenyszám | Selejtező | Selejtező | Döntő    | Döntő    |
| Versenyző      | Versenyszám | Eredmény  | Helyezés  | Eredmény | Helyezés |
| -------------- | ----------- | --------- | --------- | -------- | -------- |
| Marjon Wijnsma | Távolugrás  | 639 cm    | 15.       | kiesett  | kiesett  |

| Versenyző      | Versenyszám | 100 m gát     | 100 m gát     | Magasugrás | Magasugrás | Súlylökés  | Súlylökés  | 200 m      | 200 m      | Távolugrás | Távolugrás | Gerelyhajítás | Gerelyhajítás | 800 m      | 800 m      | Végeredmény   | Végeredmény   |
| Versenyző      | Versenyszám | Idő           | Pont          | Eredmény   | Pont       | Eredmény   | Pont       | Idő        | Pont       | Eredmény   | Pont       | Eredmény      | Pont          | Idő        | Pont       | Pont          | Helyezés      |
| -------------- | ----------- | ------------- | ------------- | ---------- | ---------- | ---------- | ---------- | ---------- | ---------- | ---------- | ---------- | ------------- | ------------- | ---------- | ---------- | ------------- | ------------- |
| Marjon Wijnsma | Hétpróba    | 13,75         | 1014          | 186 cm     | 1054       | 13,01 m    | 728        | 25,03      | 884        | 634 cm     | 956        | 37,86 m       | 626           | 2:11,49    | 943        | 6205          | 11.*          |
| Tineke Hidding | Hétpróba    | nem ért célba | nem ért célba | nem indult | nem indult | nem indult | nem indult | nem indult | nem indult | nem indult | nem indult | nem indult    | nem indult    | nem indult | nem indult | nem ért célba | nem ért célba |

* - egy másik versenyzővel azonos eredményt ért el

** - két másik versenyzővel azonos eredményt ért el

## Cselgáncs
| Versenyző       | Versenyszám  | Csoport | Selejtező                          | 32-es főtábla                            | Nyolcaddöntő                          | Negyeddöntő                           | Elődöntő                              | Vigaszág nyolcaddöntő | Vigaszág negyeddöntő | Vigaszág elődöntő | Bronz- mérkőzés                 | Döntő             | Helyezés |
| Versenyző       | Versenyszám  | Csoport | Ellenfél Eredmény                  | Ellenfél Eredmény                        | Ellenfél Eredmény                     | Ellenfél Eredmény                     | Ellenfél Eredmény                     | Ellenfél Eredmény     | Ellenfél Eredmény    | Ellenfél Eredmény | Ellenfél Eredmény               | Ellenfél Eredmény | Helyezés |
| --------------- | ------------ | ------- | ---------------------------------- | ---------------------------------------- | ------------------------------------- | ------------------------------------- | ------------------------------------- | --------------------- | -------------------- | ----------------- | ------------------------------- | ----------------- | -------- |
| Guno Berenstein | Légsúly      | A       | erőnyerő                           | Alberto Francini (SMR) · 1010–0000       | Helmut Dietz (FRG) · 0001–0000        | kiesett                               | kiesett                               |                       |                      |                   |                                 |                   | 14.      |
| Ben Spijkers    | Középsúly    | A       | Michael Bazynski (FRG) · 0020–0000 | Rene Capo (USA) · 0020–0000              | Odvogiin Baljinnyam (MGL) · 1000–0000 | Gyáni János (HUN) · 0000 (bírói)–0000 | Vlagyimir Sesztakov (URS) · 0000–0001 |                       |                      |                   | Densign White (GBR) · 0110–0000 |                   |          |
| Theo Meijer     | Félnehézsúly | A       |                                    | Liu An-paj (Liu Anpai) (CHN) · 1010–0000 | Moisés Torres (ANG) · 1000–0000       | Jacek Beutler (POL) · 0000–1000       | kiesett                               |                       |                      |                   |                                 |                   | 10.      |

## Evezés
Férfi
| Versenyző                                                            | Versenyszám              | Előfutam | Előfutam | Vigaszág | Vigaszág | Elődöntő | Elődöntő | Döntő | Döntő   | Döntő | Helyezés |
| Versenyző                                                            | Versenyszám              | Idő      | Hely.    | Idő      | Hely.    | Idő      | Hely.    | Típus | Idő     | Hely. | Helyezés |
| -------------------------------------------------------------------- | ------------------------ | -------- | -------- | -------- | -------- | -------- | -------- | ----- | ------- | ----- | -------- |
| Henk Jan Zwolle                                                      | Egypárevezős             | 7:29,68  | 5.       | 7:16,23  | 2.       | 7:30,45  | 5.       | B     | 7:44,92 | 6.    | 12.      |
| Ronald Florijn Nico Rienks                                           | Kétpárevezős             | 6:16,32  | 1.       | erőnyerő | erőnyerő | 6:19,57  | 2.       | A     | 6:21,13 | 1.    |          |
| Robert Bakker Hans Keldermann Jürgen Nelis Herman van den Eerenbeemt | Négypárevezős            | 5:53,42  | 2.       | erőnyerő | erőnyerő | 5:52,84  | 4.       | B     | 5:55,72 | 2.    | 8.       |
| Tjark de Vries Johan Leutscher Ralph Schwarz Sven Schwarz            | Kormányos nélküli négyes | 6:17,24  | 3.       | erőnyerő | erőnyerő | 6:14,96  | 5.       | B     | 6:15,32 | 3.    | 9.       |

Női
| Versenyző                                                    | Versenyszám   | Előfutam | Előfutam | Vigaszág | Vigaszág | Elődöntő | Elődöntő | Döntő | Döntő   | Döntő | Helyezés |
| Versenyző                                                    | Versenyszám   | Idő      | Hely.    | Idő      | Hely.    | Idő      | Hely.    | Típus | Idő     | Hely. | Helyezés |
| ------------------------------------------------------------ | ------------- | -------- | -------- | -------- | -------- | -------- | -------- | ----- | ------- | ----- | -------- |
| Harriet van Ettekoven                                        | Egypárevezős  | 7:56,80  | 3.       | erőnyerő | erőnyerő | 7:48,84  | 3.       | A     | 7:57,29 | 4.    | 4.       |
| Jos Compaan Marjan Pentenga Nicolette Wessel Marijke Zeekant | Négypárevezős | 6:45,27  | 4.       | 6:38,95  | 3.       |          |          | B     | 6:38,70 | 1.    | 7.       |

## Gyeplabda

### Férfi
| Holland férfi gyeplabdacsapat-játékoskeret | Holland férfi gyeplabdacsapat-játékoskeret |
| --- | --- |
| - Frank Leistra - Marc Benninga - Cees Jan Diepeveen - Maurits Crucq - René Klaassen - Hendrik Jan Kooijman - Marc Delissen - Jacques Brinkman | - Gert Jan Schlatmann - Tim Steens - Floris Jan Bovelander - Patrick Faber - Ronald Jansen - Hidde Kruize - Erik Parlevliet - Taco van den Honert |

#### Eredmények
Csoportkör
A csoport
| Csapat              | M | Gy | D | V | G+ | G– | Gk  | P  |
| ------------------- | - | -- | - | - | -- | -- | --- | -- |
| Ausztrália (AUS)    | 5 | 5  | 0 | 0 | 19 | 3  | +16 | 10 |
| Hollandia (NED)     | 5 | 3  | 1 | 1 | 12 | 6  | +6  | 7  |
| Pakisztán (PAK)     | 5 | 3  | 0 | 2 | 15 | 8  | +7  | 6  |
| Argentína (ARG)     | 5 | 2  | 0 | 3 | 8  | 12 | –4  | 4  |
| Spanyolország (ESP) | 5 | 1  | 1 | 3 | 6  | 10 | –4  | 3  |
| Kenya (KEN)         | 5 | 0  | 0 | 5 | 5  | 26 | –21 | 0  |

| 1988. szeptember 18. | Hollandia (NED) | 5–1 | Argentína (ARG) |  |
| 1988. szeptember 18. | (2–1)           |     |                 |  |

| 1988. szeptember 20. | Hollandia (NED) | 1–1 | Spanyolország (ESP) |  |
| 1988. szeptember 20. | (1–1)           |     |                     |  |

| 1988. szeptember 22. | Ausztrália (AUS) | 3–2 | Hollandia (NED) |  |
| 1988. szeptember 22. | (2–0)            |     |                 |  |

| 1988. szeptember 24. | Hollandia (NED) | 2–1 | Kenya (KEN) |  |
| 1988. szeptember 24. | (1–0)           |     |             |  |

| 1988. szeptember 26. | Hollandia (NED) | 2–0 | Pakisztán (PAK) |  |
| 1988. szeptember 26. | (2–0)           |     |                 |  |

Elődöntő
| 1988. szeptember 28. | NSZK (FRG) | 2–1 | Hollandia (NED) |  |
| 1988. szeptember 28. | (0–1)      |     |                 |  |

Bronzmérkőzés
| 1988. október 1. | Ausztrália (AUS) | 1–2 | Hollandia (NED) |  |
| 1988. október 1. | (0–1)            |     |                 |  |

| Csapat          | Helyezés |
| --------------- | -------- |
| Hollandia (NED) |          |

### Női
| Holland női gyeplabdacsapat-játékoskeret | Holland női gyeplabdacsapat-játékoskeret |
| --- | --- |
| - Det de Beus - Yvonne Buter - Willemien Aardenburg - Laurien Willemse - Marjolein Bolhuis-Eijsvogel - Lisanne Lejeune - Carina Benninga - Annemieke Fokke | - Ingrid Wolff - Marieke van Doorn - Sophie von Weiler - Aletta van Manen - Noor Holsboer - Helen Lejeune-van der Ben - Martine Ohr - Anneloes Nieuwenhuizen |

#### Eredmények
Csoportkör
A csoport
| Csapat                 | M | Gy | D | V | G+ | G– | Gk | P |
| ---------------------- | - | -- | - | - | -- | -- | -- | - |
| Hollandia (NED)        | 3 | 3  | 0 | 0 | 9  | 2  | +7 | 6 |
| Nagy-Britannia (GBR)   | 3 | 1  | 1 | 1 | 4  | 7  | –3 | 3 |
| Argentína (ARG)        | 3 | 1  | 0 | 2 | 2  | 3  | –1 | 2 |
| Egyesült Államok (USA) | 3 | 0  | 1 | 2 | 4  | 7  | –3 | 1 |

| 1988. szeptember 21. | Hollandia (NED) | 4–1 | Egyesült Államok (USA) |  |
| 1988. szeptember 21. | (2–0)           |     |                        |  |

| 1988. szeptember 23. | Hollandia (NED) | 5–1 | Nagy-Britannia (GBR) |  |
| 1988. szeptember 23. | (3–1)           |     |                      |  |

| 1988. szeptember 25. | Hollandia (NED) | 1–0 | Argentína (ARG) |  |
| 1988. szeptember 25. | (1–0)           |     |                 |  |

Elődöntő
| 1988. szeptember 27. | Hollandia (NED) | 2–3 | Ausztrália (AUS) |  |
| 1988. szeptember 27. | (1–1)           |     |                  |  |

Bronzmérkőzés
| 1988. szeptember 30. | Hollandia (NED) | 3–1 | Nagy-Britannia (GBR) |  |
| 1988. szeptember 30. | (3–1)           |     |                      |  |

| Csapat          | Helyezés |
| --------------- | -------- |
| Hollandia (NED) |          |

## Íjászat
Férfi
| Versenyző    | Versenyszám | Selejtező | Selejtező | Nyolcaddöntő | Nyolcaddöntő | Negyeddöntő | Negyeddöntő | Elődöntő | Elődöntő | Döntő | Döntő    |
| Versenyző    | Versenyszám | Pont      | Hely.     | Pont         | Hely.        | Pont        | Hely.       | Pont     | Hely.    | Pont  | Helyezés |
| ------------ | ----------- | --------- | --------- | ------------ | ------------ | ----------- | ----------- | -------- | -------- | ----- | -------- |
| Tiny Reniers | Egyéni      | 1286      | 5.        | 328          | 1.           | 328         | 2.          | 324      | 8.       | 327   | 5.       |

Női
| Versenyző                           | Versenyszám | Selejtező | Selejtező | Nyolcaddöntő | Nyolcaddöntő | Negyeddöntő | Negyeddöntő | Elődöntő | Elődöntő | Döntő   | Döntő    |
| Versenyző                           | Versenyszám | Pont      | Hely.     | Pont         | Hely.        | Pont        | Hely.       | Pont     | Hely.    | Pont    | Helyezés |
| ----------------------------------- | ----------- | --------- | --------- | ------------ | ------------ | ----------- | ----------- | -------- | -------- | ------- | -------- |
| Jacqueline van Rozendaal-van Gerven | Egyéni      | 1246      | 18.       | 293          | 23.          | kiesett     | kiesett     | kiesett  | kiesett  | kiesett | kiesett  |
| Anita Smits                         | Egyéni      | 1203      | 43.       | kiesett      | kiesett      | kiesett     | kiesett     | kiesett  | kiesett  | kiesett | kiesett  |

## Kajak-kenu
Női
| Versenyző                     | Versenyszám        | Előfutam | Előfutam | Előfutam | Vigaszág | Vigaszág | Vigaszág | Elődöntő | Elődöntő | Elődöntő | Döntő   | Döntő    |
| Versenyző                     | Versenyszám        | Idő      | Hely.    | Össz.    | Idő      | Hely.    | Össz.    | Idő      | Hely.    | Össz.    | Idő     | Helyezés |
| ----------------------------- | ------------------ | -------- | -------- | -------- | -------- | -------- | -------- | -------- | -------- | -------- | ------- | -------- |
| Annemiek Derckx Anna Cox-Wood | Kajak kettes 500 m | 1:48,65  | 1.       | 5.       | erőnyerő | erőnyerő | erőnyerő | 1:50,24  | 2.       | 4.       | 1:46,00 |          |

## Kerékpározás

### Országúti kerékpározás
Férfi
| Versenyző                                                   | Versenyszám     | Idő                  | Helyezés |
| ----------------------------------------------------------- | --------------- | -------------------- | -------- |
| Michel Zanoli                                               | Mezőnyverseny   | 4:32:56 (+0:34)      | 15.      |
| Rob Harmeling                                               | Mezőnyverseny   | 4:32:56 (+0:34)      | 38.      |
| Tom Cordes                                                  | Mezőnyverseny   | 4:32:56 (+0:34)      | 42.      |
| Tom Cordes Gerrit de Vries Maarten den Bakker Michel Zanoli | Csapat időfutam | 2:03:28,4 (+05:40,7) | 11.      |

Női
| Versenyző     | Versenyszám   | Idő             | Helyezés |
| ------------- | ------------- | --------------- | -------- |
| Monique Knol  | Mezőnyverseny | 2:00:52         |          |
| Heleen Hage   | Mezőnyverseny | 2:00:52 (+0:00) | 19.      |
| Cora Westland | Mezőnyverseny | 2:01:50 (+0:58) | 46.      |

### Pálya-kerékpározás
Időfutam
| Név            | Versenyszám  | Idő      | Helyezés |
| -------------- | ------------ | -------- | -------- |
| Thierry Détant | Férfi egyéni | 1:07,555 | 18.      |

Üldözőversenyek
| Versenyző                                           | Versenyszám  | Selejtező | Selejtező | Nyolcaddöntő                  | Nyolcaddöntő | Negyeddöntő  | Negyeddöntő | Elődöntő     | Elődöntő  | Döntő        | Döntő     | Helyezés |
| Versenyző                                           | Versenyszám  | Idő       | Hely.     | Ellenfél Idő                  | Saját idő    | Ellenfél Idő | Saját idő   | Ellenfél Idő | Saját idő | Ellenfél Idő | Saját idő | Helyezés |
| --------------------------------------------------- | ------------ | --------- | --------- | ----------------------------- | ------------ | ------------ | ----------- | ------------ | --------- | ------------ | --------- | -------- |
| Erik Cent                                           | Férfi egyéni | 4:54,16   | 16.       | Bernd Dittert (GDR) · 4:36,01 | lekörözték   | kiesett      | kiesett     | kiesett      | kiesett   | kiesett      | kiesett   | kiesett  |
| Marcel Beumer Erik Cent Leo Peelen Mario van Baarle | Férfi csapat | 4:25,67   | 12.       |                               |              | kiesett      | kiesett     | kiesett      | kiesett   | kiesett      | kiesett   | kiesett  |

Pontverseny
| Név        | Versenyszám | Selejtező | Selejtező  | Selejtező | Döntő | Döntő      | Döntő    |
| Név        | Versenyszám | Pont      | Körhátrány | Hely.     | Pont  | Körhátrány | Helyezés |
| ---------- | ----------- | --------- | ---------- | --------- | ----- | ---------- | -------- |
| Leo Peelen | Férfi       | 13        | 0          | 4.        | 26    | 0          |          |

## Lovaglás
Díjlovaglás
| Versenyző                                                                        | Ló             | Versenyszám | Selejtező | Selejtező | Döntő   | Döntő    |
| Versenyző                                                                        | Ló             | Versenyszám | Pont      | Hely.     | Pont    | Helyezés |
| -------------------------------------------------------------------------------- | -------------- | ----------- | --------- | --------- | ------- | -------- |
| Ellen Bontje                                                                     | Petit Prince   | Egyéni      | 1312      | 14.       | 1297    | 15.      |
| Annemarie Sanders-Keijzer                                                        | Amon 5         | Egyéni      | 1303      | 17.       | 1267    | 19.      |
| Tineke Bartels-de Vries                                                          | Olympic Duphar | Egyéni      | 1288      | 21.       | kiesett | kiesett  |
| Anky van Grunsven                                                                | Prisco         | Egyéni      | 1239      | 36.       | kiesett | kiesett  |
| Ellen Bontje Annemarie Sanders-Keijzer Tineke Bartels-de Vries Anky van Grunsven | lásd fentebb   | Csapat      |           |           | 3903    | 5.       |

Díjugratás
| Versenyző                                               | Ló           | Versenyszám | Selejtező | Selejtező | Selejtező | Selejtező | Döntő   | Döntő   | Döntő   | Döntő   | Döntő    |
| Versenyző                                               | Ló           | Versenyszám | 1. kör    | 2. kör    | Össz.     | Össz.     | 1. kör  | 1. kör  | 2. kör  | Össz.   | Össz.    |
| Versenyző                                               | Ló           | Versenyszám | Pont      | Pont      | Pont      | Hely.     | Pont    | Hely.   | Pont    | Pont    | Helyezés |
| ------------------------------------------------------- | ------------ | ----------- | --------- | --------- | --------- | --------- | ------- | ------- | ------- | ------- | -------- |
| Jan Tops                                                | Doreen       | Egyéni      | 55,00     | 45,00     | 100,00    | 22.       | 8,00    | 18.     | 4,00    | 12,00   | 7.       |
| Jos Lansink                                             | Felix        | Egyéni      | 43,50     | 72,00     | 115,50    | 15.       | 4,00    | 4.      | 8,00    | 12,00   | 7.       |
| Rob Ehrens                                              | Sunrise      | Egyéni      | 69,50     | 56,00     | 125,50    | 10.       | 8,00    | 18.     | 8,00    | 16,00   | 16.*     |
| Wout-Jan van der Schans                                 | Treffer      | Egyéni      | 51,00     | 15,00     | 66,00     | 41.       | kiesett | kiesett | kiesett | kiesett | kiesett  |
| Wout-Jan van der Schans Rob Ehrens Jan Tops Jos Lansink | lásd fentebb | Csapat      |           |           |           |           | 16,25   | 6.      | 16,00   | 32,25   | 5.       |

* - egy másik versenyzővel azonos eredményt ért el

## Műugrás
Férfi
| Versenyző       | Versenyszám    | Selejtező | Selejtező | Döntő  | Döntő    |
| Versenyző       | Versenyszám    | Pont      | Helyezés  | Pont   | Helyezés |
| --------------- | -------------- | --------- | --------- | ------ | -------- |
| Edwin Jongejans | Egyéni műugrás | 591,45    | 6.        | 588,33 | 8.       |

Női
| Versenyző        | Versenyszám    | Selejtező | Selejtező | Döntő  | Döntő    |
| Versenyző        | Versenyszám    | Pont      | Helyezés  | Pont   | Helyezés |
| ---------------- | -------------- | --------- | --------- | ------ | -------- |
| Daphne Jongejans | Egyéni műugrás | 461,85    | 7.        | 465,45 | 8.       |

## Ökölvívás
| Versenyző          | Versenyszám | Selejtező               | 32-es főtábla           | Nyolcaddöntő                | Negyeddöntő                   | Elődöntő               | Döntő             | Helyezés |
| Versenyző          | Versenyszám | Ellenfél Eredmény       | Ellenfél Eredmény       | Ellenfél Eredmény           | Ellenfél Eredmény             | Ellenfél Eredmény      | Ellenfél Eredmény | Helyezés |
| ------------------ | ----------- | ----------------------- | ----------------------- | --------------------------- | ----------------------------- | ---------------------- | ----------------- | -------- |
| Regilio Tuur       | Pehelysúly  | Kelcie Banks (USA) · KO | John Wanjau (KEN) · 4:1 | Dave Anderson (GBR) · RSC   | Daniel Dumitrescu (ROU) · 0:5 | kiesett                | kiesett           | 5.       |
| Arnold Vanderlijde | Nehézsúly   |                         | erőnyerő                | Henry Akinwande (GBR) · 3:2 | Alvics Gyula (HUN) · 5:0      | Ray Mercer (USA) · RSC | kiesett           |          |

RSC – a mérkőzésvezető megállította a mérkőzést

## Röplabda

### Férfi
| Holland férfi röplabdacsapat-játékoskeret                                                           | Holland férfi röplabdacsapat-játékoskeret                                                  |
| --------------------------------------------------------------------------------------------------- | ------------------------------------------------------------------------------------------ |
| - Martin Teffer - Pieter Jan Leeuwerink - Ron Boudrie - Jan Posthuma - Ronald Zoodsma - Ron Zwerver | - Avital Selinger - Edwin Benne - Teun Buijs - Peter Blangé - Marco Brouwers - Rob Grabert |

#### Eredmények
Csoportkör
B csoport
|                        |      | Mérkőzések | Mérkőzések | Szettek | Szettek | Szettek | Pontok | Pontok | Pontok |
| Csapat                 | Pont | Gy         | V          | Sz+     | Sz–     | SzA     | P+     | P–     | PA     |
| ---------------------- | ---- | ---------- | ---------- | ------- | ------- | ------- | ------ | ------ | ------ |
| Egyesült Államok (USA) | 10   | 5          | 0          | 15      | 3       | 5,000   | 263    | 155    | 1,697  |
| Argentína (ARG)        | 8    | 3          | 2          | 11      | 7       | 1,571   | 209    | 211    | 0,991  |
| Franciaország (FRA)    | 8    | 3          | 2          | 10      | 7       | 1,429   | 222    | 190    | 1,168  |
| Hollandia (NED)        | 8    | 3          | 2          | 10      | 7       | 1,429   | 202    | 183    | 1,104  |
| Japán (JPN)            | 6    | 1          | 4          | 5       | 12      | 0,417   | 182    | 215    | 0,847  |
| Tunézia (TUN)          | 5    | 0          | 5          | 0       | 15      | 0,000   | 101    | 225    | 0,449  |

| 1988. szeptember 17. | Franciaország (FRA)       | 1–3 | Hollandia (NED) |  |
| 1988. szeptember 17. | (8–15, 15–7, 11–15, 7–15) |     |                 |  |

| 1988. szeptember 19. | Egyesült Államok (USA)     | 3–1 | Hollandia (NED) |  |
| 1988. szeptember 19. | (15–7, 12–15, 15–1, 15–11) |     |                 |  |

| 1988. szeptember 22. | Tunézia (TUN)       | 0–3 | Hollandia (NED) |  |
| 1988. szeptember 22. | (6–15, 10–15, 5–15) |     |                 |  |

| 1988. szeptember 24. | Argentína (ARG)     | 3–0 | Hollandia (NED) |  |
| 1988. szeptember 24. | (15–11, 15–7, 15–8) |     |                 |  |

| 1988. szeptember 26. | Japán (JPN)        | 0–3 | Hollandia (NED) |  |
| 1988. szeptember 26. | (7–15, 4–15, 8–15) |     |                 |  |

Az 5–8. helyért
| 1988. szeptember 28. 20:30 | Svédország (SWE)                   | 2–3 | Hollandia (NED) |  |
| 1988. szeptember 28. 20:30 | (10–15, 15–13, 15–8, 11–15, 14–16) |     |                 |  |

Az 5. helyért
| 1988. október 1. 12:30 | Hollandia (NED)     | 3–0 | Bulgária (BUL) |  |
| 1988. október 1. 12:30 | (15–6, 15–8, 15–10) |     |                |  |

| Csapat          | Helyezés |
| --------------- | -------- |
| Hollandia (NED) | 5.       |

## Sportlövészet
Férfi
| Versenyző         | Versenyszám | Selejtező | Selejtező | Döntő   | Döntő    |
| Versenyző         | Versenyszám | Pont      | Helyezés  | Pont    | Helyezés |
| ----------------- | ----------- | --------- | --------- | ------- | -------- |
| Jack van Bekhoven | Légpuska    | 580       | 38.       | kiesett | kiesett  |

Női
| Versenyző              | Versenyszám | Selejtező | Selejtező | Döntő   | Döntő    |
| Versenyző              | Versenyszám | Pont      | Helyezés  | Pont    | Helyezés |
| ---------------------- | ----------- | --------- | --------- | ------- | -------- |
| Anne Grethe Stormorken | Légpuska    | 387       | 22.       | kiesett | kiesett  |

Nyílt
| Versenyző        | Versenyszám | Selejtező | Selejtező | Döntő   | Döntő    |
| Versenyző        | Versenyszám | Pont      | Helyezés  | Pont    | Helyezés |
| ---------------- | ----------- | --------- | --------- | ------- | -------- |
| Bean van Limbeek | Trap        | 195       | 3.        | 219     | 5.       |
| Eric Swinkels    | Skeet       | 196       | 9.        | kiesett | kiesett  |
| Hennie Dompeling | Skeet       | 195       | 13.       | kiesett | kiesett  |

## Tenisz
Férfi
| Versenyző        | Versenyszám | 64-es főtábla                                | 32-es főtábla                             | Nyolcaddöntő                                 | Negyeddöntő                               | Elődöntő          | Döntő             | Helyezés |
| Versenyző        | Versenyszám | Ellenfél Eredmény                            | Ellenfél Eredmény                         | Ellenfél Eredmény                            | Ellenfél Eredmény                         | Ellenfél Eredmény | Ellenfél Eredmény | Helyezés |
| ---------------- | ----------- | -------------------------------------------- | ----------------------------------------- | -------------------------------------------- | ----------------------------------------- | ----------------- | ----------------- | -------- |
| Michiel Schapers | Egyes       | Andrej Csesznokov (URS) · 6–3, 5–7, 6–0, 6–2 | Tony Mmoh (NGR) · 4–6, 6–3, 6–1, 4–6, 6–1 | Sergio Casal (ESP) · 6–4, 4–6, 2–6, 6–3, 6–4 | Miloslav Mečíř (TCH) · 6–3, 6–7, 2–6, 4–6 | kiesett           | kiesett           | 5.       |

## Úszás
Férfi
| Versenyző                                         | Versenyszám            | Előfutam                                             | Előfutam | Előfutam | Döntő   | Döntő   | Döntő   | Helyezés |
| Versenyző                                         | Versenyszám            | Idő                                                  | Hely.    | Össz.    | Típus   | Idő     | Hely.   | Helyezés |
| ------------------------------------------------- | ---------------------- | ---------------------------------------------------- | -------- | -------- | ------- | ------- | ------- | -------- |
| Hans Kroes                                        | 50 m gyors             | 23,50                                                | 8.       | 20.*     | kiesett | kiesett | kiesett | kiesett  |
| Hans Kroes                                        | 100 m gyors            | 51,65                                                | 5.       | 29.      | kiesett | kiesett | kiesett | kiesett  |
| Patrick Dybiona                                   | 100 m gyors            | 51,79                                                | 6.       | 30.      | kiesett | kiesett | kiesett | kiesett  |
| Patrick Dybiona                                   | 200 m gyors            | 1:52,67                                              | 1.       | 24.      | kiesett | kiesett | kiesett | kiesett  |
| Ron Dekker                                        | 100 m mell             | 1:03,08 (holtverseny) (szétúszás: 1:03,13 → 2. hely) | 3.*      | 9.       | B       | 1:03,22 | 2.      | 10.      |
| Ron Dekker                                        | 200 m mell             | 2:20,84                                              | 3.       | 25.      | kiesett | kiesett | kiesett | kiesett  |
| Frank Drost                                       | 100 m pillangó         | 55,38                                                | 7.       | 19.      | kiesett | kiesett | kiesett | kiesett  |
| Frank Drost                                       | 200 m pillangó         | 2:00,99                                              | 5.       | 11.      | B       | 2:01,59 | 6.      | 14.      |
| Frank Drost Patrick Dybiona Hans Kroes Ron Dekker | 4 × 100 m gyorsváltó   | 3:25,26                                              | 4.       | 11.      | kiesett | kiesett | kiesett | kiesett  |
| Hans Kroes Ron Dekker Frank Drost Patrick Dybiona | 4 × 100 m vegyes váltó | 3:45,65                                              | 2.       | 6.       | A       | 3:46,55 | 7.      | 7.       |

Női
| Versenyző                                                                        | Versenyszám            | Előfutam | Előfutam | Előfutam | Döntő   | Döntő   | Döntő   | Helyezés |
| Versenyző                                                                        | Versenyszám            | Idő      | Hely.    | Össz.    | Típus   | Idő     | Hely.   | Helyezés |
| -------------------------------------------------------------------------------- | ---------------------- | -------- | -------- | -------- | ------- | ------- | ------- | -------- |
| Diane van der Plaats                                                             | 200 m gyors            | 2:03,02  | 1.       | 17.      | kiesett | kiesett | kiesett | kiesett  |
| Diane van der Plaats                                                             | 50 m gyors             | 26,49    | 1.       | 14.      | B       | 26,80   | 8.      | 16.      |
| Karin Brienesse                                                                  | 50 m gyors             | 26,54    | 4.       | 16.      | B       | 26,66   | 7.      | 15.      |
| Karin Brienesse                                                                  | 200 m gyors            | 2:04,36  | 6.       | 22.      | kiesett | kiesett | kiesett | kiesett  |
| Karin Brienesse                                                                  | 100 m gyors            | 56,29    | 2.       | 6.       | A       | 56,15   | 6.      | 6.       |
| Conny van Bentum                                                                 | 100 m gyors            | 56,50    | 3.       | 8.       | A       | 56,54   | 8.      | 8.       |
| Conny van Bentum                                                                 | 100 m pillangó         | 1:00,94  | 3.       | 5.       | A       | 1:00,62 | 6.      | 6.       |
| Conny van Bentum                                                                 | 200 m pillangó         | 2:12,41  | 2.       | 4.       | A       | 2:13,17 | 8.      | 8.       |
| Jolanda de Rover                                                                 | 100 m hát              | 1:04,39  | 6.       | 13.      | B       | 1:04,11 | 6.      | 14.      |
| Jolanda de Rover                                                                 | 200 m hát              | 2:16,58  | 3.       | 7.       | A       | 2:15,17 | 7.      | 7.       |
| Linda Moes                                                                       | 100 m mell             | 1:11,84  | 7.       | 17.      | kiesett | kiesett | kiesett | kiesett  |
| Linda Moes                                                                       | 200 m mell             | 2:31,98  | 4.       | 11.      | B       | 2:30,83 | 3.      | 11.      |
| Marianne Muis                                                                    | 400 m vegyes           | 4:56,31  | 7.       | 20.      | kiesett | kiesett | kiesett | kiesett  |
| Marianne Muis                                                                    | 200 m vegyes           | 2:16,60  | 2.       | 4.       | A       | 2:16,40 | 5.      | 5.       |
| Mildred Muis                                                                     | 200 m vegyes           | 2:19,46  | 5.       | 14.      | B       | 2:17,73 | 1.      | 9.       |
| Mildred Muis                                                                     | 400 m vegyes           | 4:56,89  | 8.       | 21.      | kiesett | kiesett | kiesett | kiesett  |
| Marianne Muis Mildred Muis Conny van Bentum Karin Brienesse Diane van der Plaats | 4 × 100 m gyorsváltó   | 3:44,12  | 1.       | 2.       | A       | 3:43,39 | 2.      |          |
| Jolanda de Rover Linda Moes Conny van Bentum Karin Brienesse                     | 4 × 100 m vegyes váltó | 4:11,82  | 2.       | 3.       | A       | 4:12,19 | 5.      | 5.       |

* - egy másik versenyzővel azonos eredményt ért el

## Vitorlázás
Férfi
| Versenyző                       | Versenyszám    | Futam  | Futam | Futam | Futam | Futam  | Futam | Futam   | Pontszám | Helyezés |
| Versenyző                       | Versenyszám    | 1      | 2     | 3     | 4     | 5      | 6     | 7       | Pontszám | Helyezés |
| ------------------------------- | -------------- | ------ | ----- | ----- | ----- | ------ | ----- | ------- | -------- | -------- |
| Bart Verschoor                  | Divízió II     | (18,0) | 10,0  | 8,0   | 8,0   | 5,7    | 11,7  | 10,0    | 53,4     | 4.       |
| Mark Drontmann Robert Drontmann | 470-es osztály | 11,7   | 13,0  | 21,0  | 13,0  | (36,0) | 11,7  | 13,0    | 83,4     | 9.       |
| Roy Heiner                      | Finn dingi     | 11,7   | 11,7  | 15,0  | 17,0  | 13,0   | 10,0  | (40,0*) | 78,4     | 7.       |

Női
| Versenyző                   | Versenyszám    | Futam | Futam | Futam | Futam  | Futam | Futam | Futam | Pontszám | Helyezés |
| Versenyző                   | Versenyszám    | 1     | 2     | 3     | 4      | 5     | 6     | 7     | Pontszám | Helyezés |
| --------------------------- | -------------- | ----- | ----- | ----- | ------ | ----- | ----- | ----- | -------- | -------- |
| Henny Vegter Marion Bultman | 470-es osztály | 16,0  | 17,0  | 15,0  | (23,0) | 15,0  | 17,0  | 16,0  | 96,0     | 13.      |

Nyílt
| Versenyző                        | Versenyszám     | Futam | Futam  | Futam | Futam  | Futam | Futam | Futam  | Pontszám | Helyezés |
| Versenyző                        | Versenyszám     | 1     | 2      | 3     | 4      | 5     | 6     | 7      | Pontszám | Helyezés |
| -------------------------------- | --------------- | ----- | ------ | ----- | ------ | ----- | ----- | ------ | -------- | -------- |
| Kobus Vandenberg Steven Bakker   | Csillaghajó     | 15,0  | 5,7    | 13,0  | (19,0) | 16,0  | 14,0  | 8,0    | 71,7     | 9.       |
| Cees van Bladel Willy van Bladel | Tornádó         | 8,0   | 22,0   | 19,0  | 15,0   | 13,0  | 5,7   | (30,0) | 82,7     | 9.       |
| Henry Koning Hans Schelling      | Repülő hollandi | 22,0  | (23,0) | 13,0  | 17,0   | 14,0  | 14,0  | 18,0   | 98,0     | 15.      |

* - nem ért célba

## Vívás
Férfi
| Versenyző                                                                    | Versenyszám       | Selejtező | Selejtező | Selejtező | Selejtező | Selejtező | Selejtező | Főtábla                      | Főtábla           | Főtábla           | Vigaszág                     | Vigaszág                             | Vigaszág                    | Vigaszág          | Negyeddöntő       | Elődöntő          | Döntő             | Helyezés |
| Versenyző                                                                    | Versenyszám       | 1. kör | 1. kör    | 2. kör | 2. kör    | 3. kör | 3. kör    | 1. kör                       | 2. kör            | 3. kör            | 1. kör                       | 2. kör                               | 3. kör                      | 4. kör            | Negyeddöntő       | Elődöntő          | Döntő             | Helyezés |
| Versenyző                                                                    | Versenyszám       | Ellenfél Eredmény | Hely.     | Ellenfél Eredmény | Hely.     | Ellenfél Eredmény | Hely.     | Ellenfél Eredmény            | Ellenfél Eredmény | Ellenfél Eredmény | Ellenfél Eredmény            | Ellenfél Eredmény                    | Ellenfél Eredmény           | Ellenfél Eredmény | Ellenfél Eredmény | Ellenfél Eredmény | Ellenfél Eredmény | Helyezés |
| ---------------------------------------------------------------------------- | ----------------- | --- | --------- | --- | --------- | --- | --------- | ---------------------------- | ----------------- | ----------------- | ---------------------------- | ------------------------------------ | --------------------------- | ----------------- | ----------------- | ----------------- | ----------------- | -------- |
| Stéphane Ganeff                                                              | Párbajtőr, egyéni | 2. csoport · Óscar Pinto (POR) · 5–1 · André Kuhn (SUI) · 4–5 · Roberto Lazzarini (BRA) · 1–5 · Sandro Cuomo (ITA) · 2–5                                  | 4.        | 8. csoport · Thierry Soumagne (BEL) · 4–5 · Thomas Gerull (FRG) · 5–1 · Angelo Mazzoni (ITA) · 5–4 · Jun Namdzsin (Yun Nam-Jin) (KOR) · 2–5 | 3.        | 2. csoport · Joaquin Pinto (COL) · 5–1 · John Llewellyn (GBR) · 5–3 · Antônio Machado (BRA) · 2–5 · Witold Gadomski (POL) · 3–5 · Torsten Kühnemund (GDR) · 2–5 | 4.        | Jerri Bergström (SWE) · 8–10 |                   |                   | Mihajlo Tisko (URS) · 10–4   | I Szanggi (Lee Sang-gi) (KOR) · 10–4 | Kolczonay Ernő (HUN) · 9–10 | kiesett           | kiesett           | kiesett           | kiesett           | 16.      |
| Arwin Kardolus                                                               | Párbajtőr, egyéni | 15. csoport · Cezary Siess (POL) · 3–5 · Alfredo Bogarín (PAR) · 5–2 · José Bandeira (POR) · 5–3 · Rafael di Tella (ARG) · 5–0 · Arnd Schmitt (FRG) · 5–5 | 2.        | 3. csoport · Hugh Kernohan (GBR) · 0–5 · Douglas Fonseca (BRA) · 5–2 · Sandro Cuomo (ITA) · 5–4 · Witold Gadomski (POL) · 5–3               | 2.        | 8. csoport · Sandro Cuomo (ITA) · 2–5 · Mohamed Al-Hamar (KUW) · 5–0 · Juan Miguel Paz (COL) · 5–2 · Kolczonay Ernő (HUN) · 5–4 · Philippe Riboud (FRA) · 2–5   | 2.        | Stefan Joos (BEL) · 9–10     |                   |                   | Johannes Nagele (AUT) · 7–10 | kiesett                              | kiesett                     | kiesett           | kiesett           | kiesett           | kiesett           | 27.      |
| Michiel Driessen                                                             | Párbajtőr, egyéni | 5. csoport · Mohamed Al-Hamar (KUW) · 3–5 · Sergio Turiace (ARG) · 3–5 · Mauricio Rivas (COL) · 3–5 · Éric Srecki (FRA) · 4–5                             | 5.        | kiesett | kiesett   | kiesett | kiesett   | kiesett                      | kiesett           | kiesett           | kiesett                      | kiesett                              | kiesett                     | kiesett           | kiesett           | kiesett           | kiesett           | 72.      |
| Paul Besselink Michiel Driessen Stéphane Ganeff Arwin Kardolus Olaf Kardolus | Párbajtőr, csapat | 2. csoport · Szovjetunió (URS) · 1–8 · Kanada (CAN) · 7–8                                                                                                 | 3.        | |           | |           | kiesett                      |                   |                   |                              |                                      |                             |                   | kiesett           | kiesett           | kiesett           | 14.      |